# Ałkino-2
Ałkino-2 (ros. Алкино-2) – wieś (sieło) w Rosji, w Baszkortostanie, w rejonie cziszmińskim. W 2010 liczyła 4996 mieszkańców.